# نبرد غرب هونان

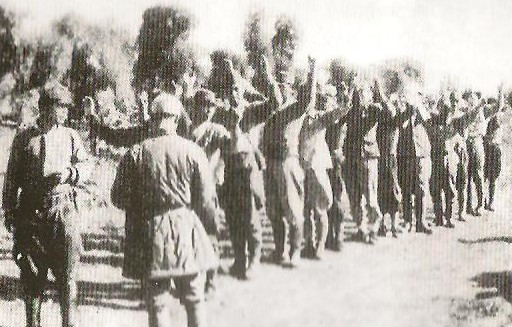
تسلیم شدن نیروهای ژاپنی به نیروهای چینی در سال 1945.

نبرد غرب هونان (انگلیسی: Battle of West Hunan) یکی از ۲۲ درگیری اصلی بین ارتش انقلابی ملی (NRA) و نیروی زمینی امپراتوری ژاپن (IJA) در طول جنگ دوم چین و ژاپن بود.